# 徐義
徐义（221年－298年），晉武帝司馬炎妃，原为晉惠帝司馬衷皇后贾南风的乳母。

## 简介
徐义為城陽東武城人，出身穷苦，相貌丑陋身体壮实，童年在战乱中失去亲人，孤身流浪到司川河內地区，嫁给太原人徐某，生儿子徐烈。曹魏甘露三年(256年)，到太师贾充家照看女婴贾南风，颇得主人夫妇信赖，和贾南风感情也很融洽。泰始六年正月，贾南风拜为皇太子妃，徐义跟随入东宫服侍，被晉武帝封為「中才人」。晋惠帝即位又随之入宫服侍，進為「良人」。中才人、良人，皆為當時低级妃嫔的称号。
永平元年(291年)三月九日杨骏之乱时，杨芷把贾南风喊到身边，准备找机会杀掉贾南风，徐义忠心护主，找藉口将贾南风请走，使贾南风转危为安。事变平息后，七十岁的徐义因護主之功，再進號為「美人」，元康五年（295年）二月她的儿子徐烈封为大子千人督。元康八年(298年) 四月廿四日，徐义寿终正寝，年七十八。